# بخش گیر سومناته
بخش گیر سومناته (به انگلیسی: Gir Somnath district) یک بخش در هند است که در گجرات واقع شده‌است. بخش گیر سومناته ۳٬۷۵۵ کیلومتر مربع مساحت و ۹۴۶٬۷۹۰ نفر جمعیت دارد.